# Onthophagus babaulti
Onthophagus babaulti là một loài bọ cánh cứng trong họ Bọ hung (Scarabaeidae).